# Szentpéteri Sámuel
Szentpéteri Sámuel (Alsó-Kázsmárk, 1815. október 26. – Pelsőc, 1906. szeptember), református esperes lelkész.

## Élete
Szentpéteri Sámuel egyházi gondnok és Czeglédi Judith fia. A szikszói gimnáziumban tanult és 1830. szeptember 1-jén a sárospataki kollegium felső osztályába lépett, hol 1837. január 25-én végezte tanulmányait; ekkor Pelsőczre ment iskolai tanítónak. 1840-ben letette a papi vizsgát és Lenkey Zsigmond pelsőci lelkész maga mellé vette segédlelkésznek, és még abban az évben  utódává választották. 1843-ban megalakította a takarékmagtárt. 1845-ben egyházmegyéjében aljegyző, 1849-ben főjegyző, 1853-ban tanácsbiró, 1860-ban pedig esperes lett. Tompa Mihálynak ifjuságától fogva legközelebbi barátja volt. A szabadságharcz alatt a pelsőci nemzetőröknek papi vezére volt. Sírja a pelső temetőben található.
A pelsőci református templom kisebbik harangját ő öntette, melynek felirata: ÖNTETTE   SZENTPÉTERY SÁMUEL REF. LELKÉSZ ÉS NEJE KÁLNICZKY ZSUZSÁNA BÉLA FIOK EMLÉKÉRE A PELSÜCZI REF: EGYHÁZNAK 1905

## Írásai
Cikkei a Sárospataki Füzetekben (IV. 1860. Kivonat Végh János ref. predikátor emlékiratából, Wéber Endre és leánynevelőintézete, Gömör vármegye folyamodása a palatinushoz 1667-ben, V. 1861. Levéltöredék Kazinczy Ferencztől, VI. 1862.); a Prot. Egyh. és Isk. Lapban (1882. Tompa reliquiák), a Rozsnyói Hiradóban (1887. Lenkey Zsigmond életrajza); a Hazánkban (VII. 1887. Zsarnay Pál menekülése 1850-ben) jelentek meg.